# Joachim Hossenfelder
Joachim Hossenfelder, född 1899, död 1976,  var en tysk kyrkopolitiker.
Joachim Hossenfelder var riksledare för gruppen Deutsche Christen från april 1932 till slutet av av 1933, biskop av Brandenburg samt kyrkominister i riksbiskop Ludwig Müllers första kyrkliga ministär. Efter det för Deutsche Christen komprometterande "Sportpalatsmötet" i Berlin 13 november 1933 tvingades Hossenfelder lägga ned samtliga dessa ämbeten och tjänstgjorde från det som vanlig präst.